# フィアット・600
フィアット・600（伊 Seicento:セイチェント）は、フィアットが製造・販売した小型セダンならびに2023年から販売している小型SUVである。
本項では、アバルトが600をベースに開発した各車両についても解説する。

## 初代（1955年 - 1982年）
フィアット最初のリアエンジン車であり、当時の価格は590,000 リラ（約6,700ユーロ または 7,300 USドル）であった。ミラフィオーリ工場における1955 - 1969年の間の総生産台数は2,604,000台である。
セアトをはじめ、シュタイア（現・シュタイア・ダイムラー・プフ）、NSU、ザスタバでもライセンス生産された。
またソ連で模倣され、ZAZ・ザポロージェツ（ZAZ 965）が作られている。
アルゼンチン、チリ、ウルグアイではFitito（フィアットの名前の短縮型）の通称で非常に親しまれた。
この600のメカニズムを流用し、3列6人乗りのピープルムーバーに仕立てたのが後述するムルティプラである。

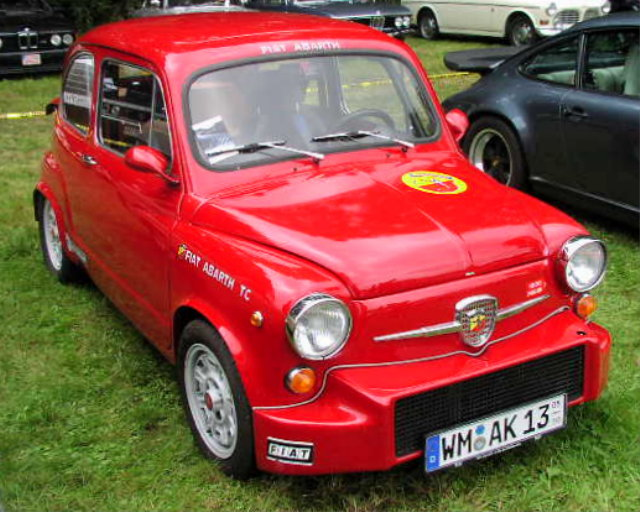
アバルト・850TC（英語版）
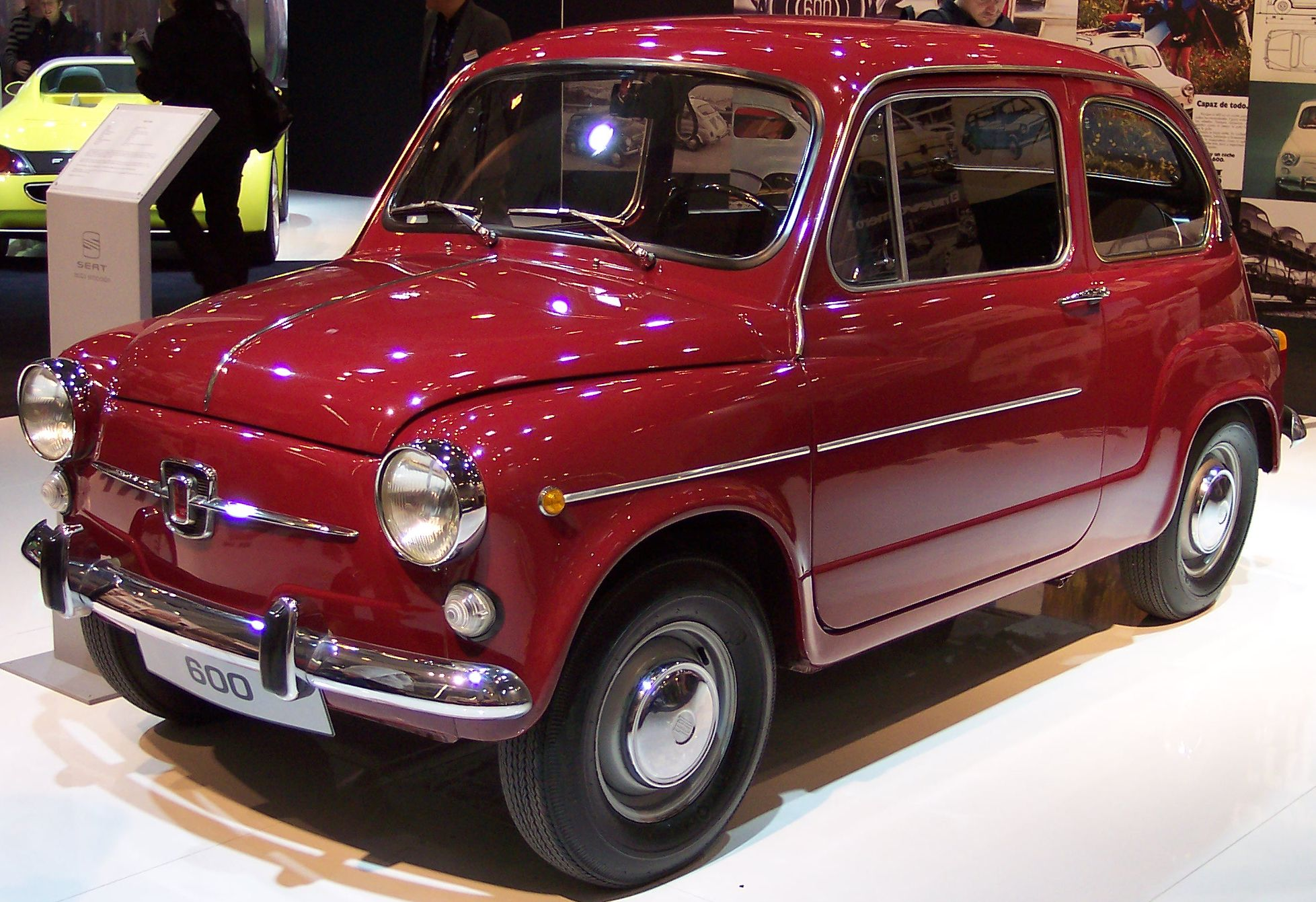
セアト・600 （スペイン）
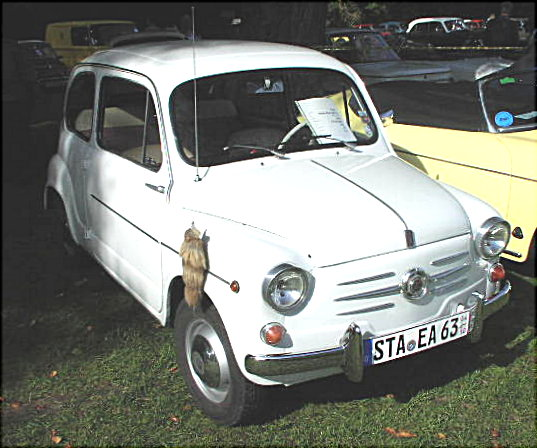
シュタイア・600（英語版） （オーストリア）
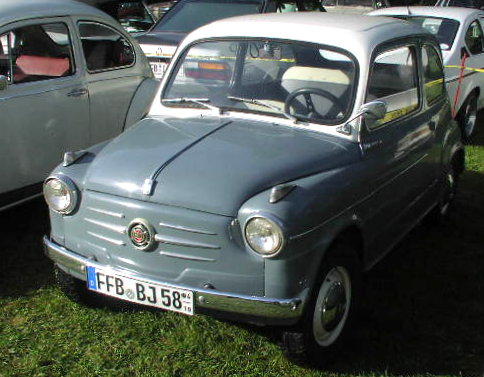
ネッカー (NSU)・600 （西ドイツ）
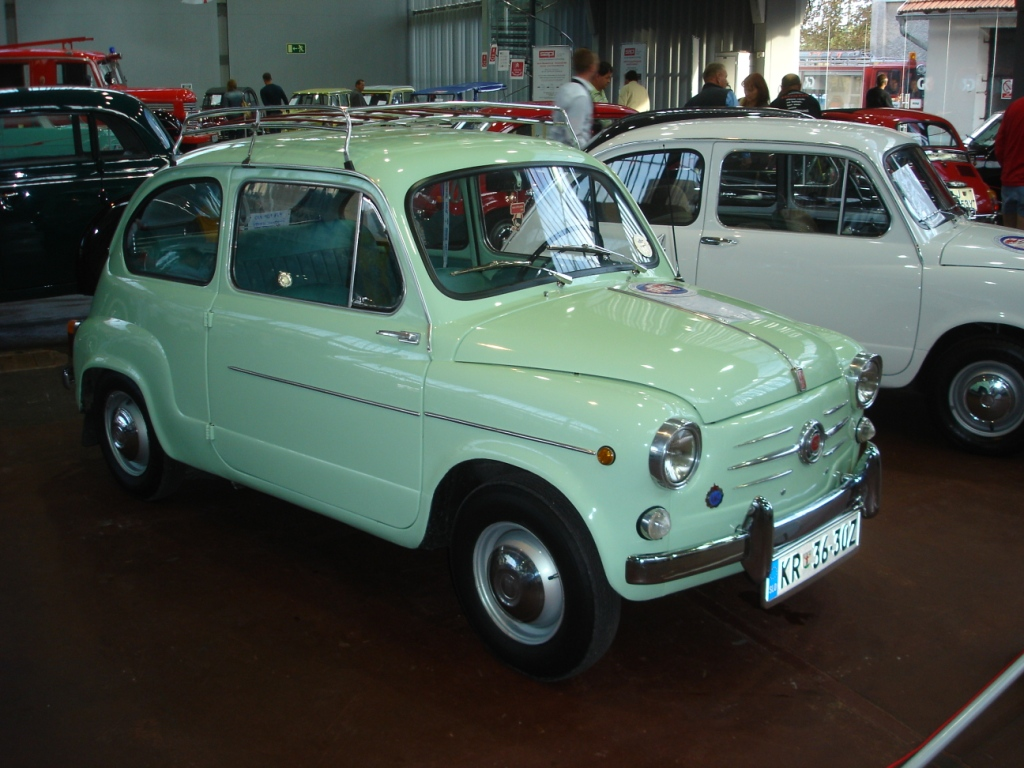
ザスタバ製・ザスタバ 750（英語版） （ユーゴスラビア）
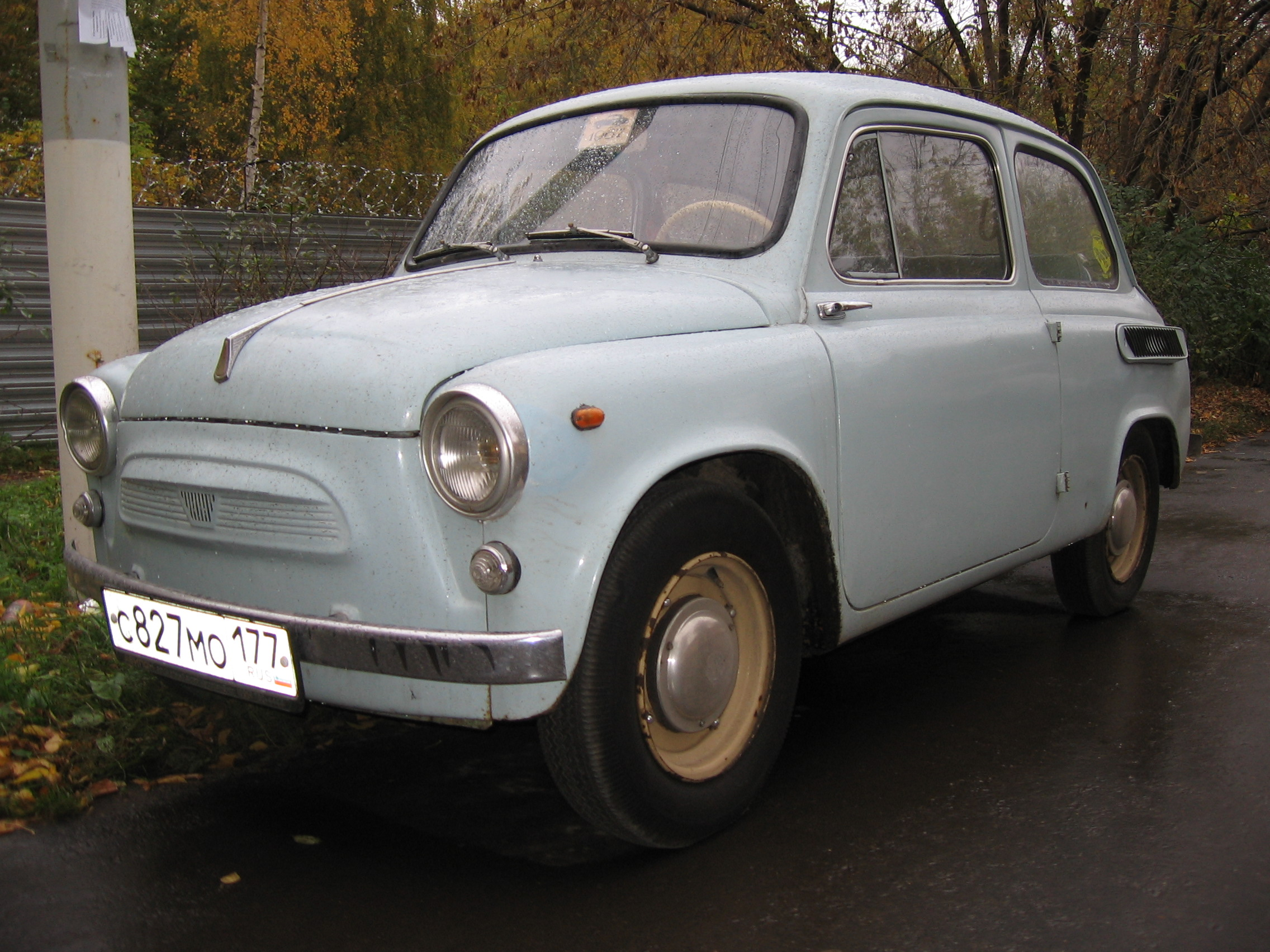
ZAZ・965 （ソ連）

## 600 ムルティプラ

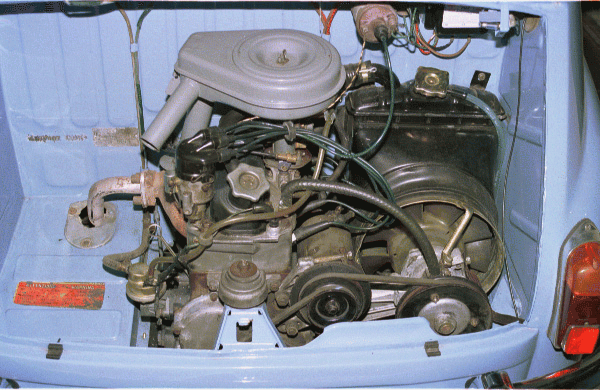

1956年1月にブリュッセル・モーターショーで公開された。

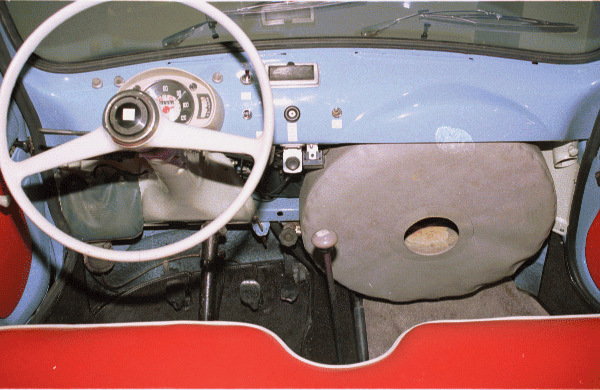
スペアタイヤは助手席前に収納される。

小型ながら最大で6名の乗車が出来、タクシー仕様も存在した。

## アバルト仕様

### 750
フィアット車を専門に手掛けるチューナーのアバルトは600の優れた素性に注目し、より走行性能を引き上げるパフォーマンスキットの開発に着手した。
1956年、完成したキットを「アバルト・750デリヴァツィオーネ（Derivazione）」として発表。ユーザーが自ら（もしくはメカニックに依頼して）装着するコンプリートキットとして展開された。当時のアバルトの看板商品だったマルミッタ・アバルト（スポーツマフラー）やキャブレターキットといった部分的なチューンアップとは異なり、エンジン回りのチューニングを中心に外装パーツまでを含むフルキットだった。
具体的な内容は、エンジンのストロークを延長する鍛造製クランクシャフトおよび特製のピストンを始め、シリンダーヘッド、スポーツカムシャフト、大径キャブレター（ノーマルの⌀22から⌀32へと拡大したウェーバー32IMPE）、アバルトの名を鋳込んだ専用インテークマニホールド、そして看板商品のマルミッタ・アバルトなどで構成されていた。排気量はベース車の633 ccから747 ccまで拡大され、最高出力はノーマルの18 PSから2倍以上となる41 PSにまで高められていた。
チューニングによる高出力化に対応するため、容量アップしたクラッチや大容量ラジエーター、エンジンバルブ径の変更、ヘッドボルトの強化、専用ヘッドガスケット、強化型オイルポンプ、ファイナルドライブなど、信頼性と耐久性を確保するためのメニューも含まれていた。
エクステリアは、ノーズの楯型グリルに収まったアバルトエンブレムをはじめ、リアのエンジンフードに「FIAT ABARTH 750」のバッジを装着。フロントフェンダー横には「Derivazione」のバッジが取り付けられた。徹底的に手が加えられたエンジンチューンに比べれば外装の変更は少なく、600との違いを控えめに示す程度に留められていた。
750デリヴァツィオーネは25.5万リラ（当時の為替レートで約15万円）で販売された。当時の600の新車価格は59万リラ（約34.5万円、当時の日本の大卒初任給は約8000円〜1万円）であり、キットの価格は車両本体価格の半額にも迫るものであった。

### 850TC
かねてより、アバルトは様々なタイプのGTマシンでサーキットレースに挑み実績を重ねていたが、当時ツーリングカークラスに導入されたのは750デリヴァツィオーネのみで、より戦闘力を高めたモデルが必要とされていた。あわせてロードユースのユーザーからもモアパワーを望む声が高まり、それらの声に応える形で1961年に「アバルト・850TC」を発表する。
車名の「TC」は「トゥーリズモ・コンペティツィオーネ（Turismo Competizione）」を意味する。排気量を633 ccから847 ccへ拡大するとともに専用の鍛造クランクシャフト、コンロッド、ピストン、バルブなどを採用し、圧縮比を9.2:1まで高めた。さらに大径のソレックス32PBICキャブレターや、マルミッタ・アバルトを引き続き採用するなど多岐にわたるチューニングが施され、最高出力53 PS / 5,800 rpm、最高速140 km/hというスペックを発揮した。大幅に向上したパフォーマンスに対応して足回りも強化され、当時のツーリングカーでは珍しかったディスクブレーキ（ガーリング製）をフロントに備える。
インテリアではタコメーターを中央に配したイエーガー製の3連メーターや、3スポークのレーシーなステアリングホイールが装備される。また、リアスカート下からは放熱性を高めたフィンが刻まれたオイルパンが覗き、エンジンフードを浮かせて固定させるという様式は以降のアバルトTC系でも伝統として引き継がれて行く。
こうして誕生した850TCは高性能サルーンの代名詞となり、好評なセールスを記録してアバルトを大きく躍進させる1台となった。レースでも目覚ましい活躍を見せ、1961年9月のニュルブルクリンク500 kmレースでは850TCがツーリングカー850 ccクラスで1 - 3位を独占し、総合成績でも強豪を相手に12 - 14位と健闘した。
アバルトはこの勝利を記念し、高性能版となる「850TCニュルブルクリンク」をラインナップに追加する。排気量はそのままに圧縮比を9.8:1まで高め、キャブレターを一回り大きなソレックス34PBICに換装し、さらにはバルブタイミングの変更や排気系の効率化などの入念なチューニングが施され、最高出力は56 PS / 6,000 rpmまで高められた。エクステリアではフロントのスカート下にサブラジエーターが配された点がポイントとなる。850TCでもフロア下の中央にサブラジエーターが備わっていたが、より冷却効率を高めるためにフロントに移設された。
続いて純レース仕様の「850TCコルサ」もラインナップに追加。こちらは完全なレーシングカーとして速さを追求したチューニングが施され、最高出力は79 PSを発揮するに至った。
後継となる1000TCの登場後も850TCの改良は継続され、1965年と1966年には1000TCと同等の大型ラジエーターが装着されている。
それまでのアバルトは一般的にはチューニングメーカーとして認識されており、自動車メーカーとしてはレース用を中心としたGTカーを少量生産するのみだったが、850TCの登場によってマニュファクチャラーとしての存在感を一気に高める事となった。

### 1000TC
当時、GTカーのカテゴリーは、700 cc以下、850 cc以下、1,000 cc以下に分類されていた。850 cc以下のカテゴリーを850TCで席巻したアバルトは、1,000 ccクラスに挑むモデルの開発を進めていた。
こうして1962年に登場したのが「アバルト・1000ベルリーナ」である。車名は先に登場した850TCに倣って1000TCとはならず「1000ベルリーナ」と命名されたが、愛好家の間では「1000TC」という通称で呼ばれることが多い。
850TCと同様に600をベースとし、排気量は600D用ブロックをベースに982 ccまで拡大。最高出力はロードバージョンが61 PS / 6,000 rpmで、レーシングバージョンの「コルサ」では69 PS / 6,800 rpmにまで高められた。最高速はロードバージョンの150 km/hに対し、コルサは170 km/hに達した。
外観は基本的には850TCと変わらないが、フロントフェンダーに「FIAT ABARTH 1000」の切り抜き文字が取り付けられた。このほかホイールはそれまでのアマドーリのスチール製に代えて、カンパニョーロ製エレクトロン（軽合金）、いわゆる「アバルトパターン」のホイールを採用した。エンジンフードは付属のステーで水平まで上げることができ、エンジンルームの放熱に貢献した。
1000TCコルサはアバルトの目論見通り1,000 cc以下のクラスで圧倒的な強さを見せつけ、1964年には早くもイタリアツーリングカー選手権のチャンピオンを獲得した。
1965年モデルでは効率と耐久性を高めるために、冷却システムが大きく変更された。大型のラジエーターがノーズに配されると共に、ラジエーターをカバーするフェアリングが取り付けられた。この変更により、パワーロスを生んでいたリアラジエーターの冷却ファンを廃し、エンジンのパフォーマンスを向上させることに成功した。同時に足回りにも手が加えられ、フロントサスペンションは横置きリーフスプリングをロワーアームとして機能させつつ、新設計のコイルスプリングと同軸のダンパーを組み込むことで、コースに合わせた細かなセッティングを可能としている。
1965年はシーズン開幕から優勝を飾り、同年のヨーロッパツーリングカー選手権のディビジョン1（1,000 cc以下のクラス）でチャンピオンを獲得。イタリアツーリングカー選手権の1,000 cc以下クラスのタイトルも獲得した。
1966年モデルではエンジンの圧縮比を13:1まで高めることで、最高出力が86 PS / 7,600 rpmに向上。一方で車重は583 kgまで軽量化され、最高速度は195 km/hに達した。外観では、ノーズのラジエーターをカバーするフェアリングを大型化し、空力性能を向上させるとともに、デザイン面でもボディラインにマッチするものとした。ボディカラーもそれまでのアイボリーからグレーに変更され、ボディサイドのウェストラインに赤いストライプを配したカラーリングとなった。また、ワークスマシンには識別用としてルーフにチェッカー模様のマーキングが施され、850TCはイエロー、1000TCはレッドでペイントされた。このルーフに施されるチェッカー模様はアバルトの定番モチーフとなり、現在販売されているアバルト・595にもオプションで設定されている。
以上のような改良の結果、1966年のヨーロッパツ－リングカー選手権ではディビジョン1クラスのチャンピオンを前年に続き勝ち取った。その後も戦闘力を高める改良を重ね、ツ－リングカーレースの1,000 ccクラスの王座を守り抜き、後継モデルの1000TCRが導入されるまでレース界に君臨し続けた。

#### 1000TCR
1968年から大幅な変更が許されるCSIグループ5（特殊ツーリングカー）規定にあわせて、アバルトは1000TCにさらなる改良を施す。「テスタ・ラディアーレ」と呼ばれる半球形の燃焼室を持つシリンダーヘッドを採用し、OHVながら燃焼効率をより高めたことから982 ccの排気量で114 PSを発揮するに至った。正式名称は「アバルト・1000ベルリーナコルサ」で以前と変わりないが、愛好家の間では「ラディアーレ」を意味するRを附して「1000TCR」と通称され、従来型の1000TCと区別されている。
こうして誕生した1000TCRは、1968年3月24日にモンツァ・サーキットで開催されたジョリー・クラブ4時間でデビュー。しかし、トラブルにより記録を残すことはなかった。
1970年1月、CSIの新規定に適応させてアップデートした1000TCRのグループ2仕様を発表。このモデルから太いタイヤを収めるため、新たにデザインされたフロント・リアフェンダーを備え、コーナリング性能を向上させた。また、サイド・リアウィンドウをアクリル製とするなど、さらに軽量化が突き進められ一段と戦闘力を高めた。エンジンは圧縮比を13:1まで高めると共に、テスタ・ラディアーレに2基のツインチョーク・ウェーバー40DCOE2を組み合わせることで最高出力は114 PSに達し､最高速は215 km/hをマークした。
エクステリアもよりアグレッシブになり、フロントに備わる巨大なラジエーターと大きく張り出したリアフェンダー、水平に開いたエンジンフード、大径エキゾーストパイプ、スカート下に覗くアルミ製の大型オイルサンプがそのパフォーマンスを誇示していた。
その後も1000TCRの改良は続けられたが、大きなところではリアサスペンションに新設計の鋼管製トレーリングアームを採用した点である。キャンバー変化を最小限に抑えながらサスペンションストロークを大きく取ることに成功し、コーナリング時の安定性が大きく改善されラップタイムの短縮に貢献した。また最終改良型では、600由来のロワーアームを兼ねる横置きリーフスプリング式のフロントサスペンションが廃され、「ペントラーレ」と呼ばれるクロスメンバーにAアームとコイルスプリングを用いる方式に変更し、細かなセッティングが可能となったことからコーナリング性能をより高めた。
こうしてツーリングカーレースで1,000 ccクラスの王者であり続けた1000TCRだが、1971年になるとヨーロッパツーリングカー選手権のディヴィジョン1が1,000 cc以下から1,300 cc以下に変更され、絶対的な排気量の差は如何ともし難く、アバルトは1000TCRのワークス参戦の中止を決定する。こうした中で1971年10月15日にアバルト社はフィアットに吸収され、フィアットのラリー部門と市販車のスポーツバージョンの開発を担当することになる。これによりアバルトのサーキットレースのプログラムはすべて中止されるが、その後もプライベーターによるレース参戦は続けられ、1972年のイタリアツーリングカー選手権で1,000 ccクラスのチャンピオンに輝いている。

## 2代目（2023年 - ）
2023年6月9日、ステランティスは自社のYouTubeチャンネルを通じて発表した小型SUVに「600」の名を復活させた。
500Xの後継機種となり、CMPをはじめとしたメカニズムの大半をジープ・アベンジャーと共用するため、初代のRRベースから
FFベースに大幅転換される。
また、アベンジャー同様にEV仕様も設定される。
日本では2024年9月10日に、電気自動車モデルの発売が開始された。マイルドハイブリッド及びハイブリッドモデルの発売も予定されている。レーンポジションアシスト、アクティブランバーサポート、ハンズフリーパワーリフトゲート、そして距離に応じて自動施錠と解錠を行うキーレスエントリー（プロキシミティセンサー付）をフィアットブランドとして初採用した。充電は、通常充電と急速充電のCHAdeMOに対応する。グレードは最上位グレードの「La Prima」のみ。
2025年5月27日、発売予定が予告されていたハイブリッドモデル「600 Hybrid」を発売。なお、発売を記念して「FIAT 600 Hybrid La Prima」に600台限定で通常より20万円安いローンチ記念価格が設定される。新開発の1.2Lターボエンジンと電動モーターを組み合わせた48Vマイルドハイブリッドシステムを搭載。フィアットでは初のハイブリッド車となる。WLTCモード燃費は23.2km/l。グレードは受注生産でホイールをスチールホイールに、アダプティブクルーズコントロールをクルーズコントロールにダウン等装備の変更・割愛を行った「600 Hybrid」と、「600e La Prima」同等の装備を加えた「600 Hybrid La Prima」の2種類が設定される。

### 限定車・特別仕様車
2025年3月29日、特別仕様車「600e La Prima White Package」を発売。La Primaをベースに、ルームミラー、ミラーキャップ、FIATロゴエンブレムアクセサリーをホワイトにして、ETC車載器を加えつつも価格をベースモデルと同額とした。契約者には高性能空気清浄機「Airdog mini」がプレゼントされる。